# Āsind
Āsind är en ort i Indien.   Den ligger i distriktet Bhīlwāra och delstaten Rajasthan, i den nordvästra delen av landet, 400 km sydväst om huvudstaden New Delhi. Āsind ligger 478 meter över havet och antalet invånare är 15 389.
Terrängen runt Āsind är platt. Runt Āsind är det ganska tätbefolkat, med 179 invånare per kvadratkilometer. Det finns inga andra samhällen i närheten. Trakten runt Āsind består till största delen av jordbruksmark.